# Міжнародна класифікація функціонування, обмеження життєдіяльності та здоров’я (МКФ)
Міжнародна класифікація функціонування, обмеження життєдіяльності та здоров'я (МКФ) (англ. International Classification of Functioning, Disability and Health, ICF) — це класифікація компонентів функціональності та обмеження життєдіяльності.
МКФ схвалена усіма 191 членами Всесвітньої організації охорони здоров'я (ВООЗ) 22 травня 2001 року під час 54-ї Всесвітньої асамблеї охорони здоров'я. Цьому схваленню передували дев'ять років заходів із перегляду, координованих ВООЗ. Початкову класифікацію  наслідків захворювань ВООЗ — Міжнародну класифікацію порушень, обмеження життєдіяльності та фізичних недоліків (англ. International Classification of Impairments, Disabilities, and Handicaps, ICIDH), було розроблено у 1980.
МКФ доповнює іншу класифікацію ВООЗ — Міжнародну класифікацію хвороб 10-го перегляду (МКХ), яка містить інформацію про діагнози та стан здоров'я, але не описує функціональний статус. МКХ та МКФ є ключовими класифікаціями Сім'ї міжнародних класифікацій ВООЗ WHO Family of International Classifications (WHO-FIC):3-4. Міністерство охорони здоров'я України впроваджує МКФ та Міжнародної класифікації функціонування, обмежень життєдіяльності та здоров'я дітей і підлітків (МКФ-ДП) в Україні для розвитку реабілітаційної медицини.

## Огляд
МКФ складається з таких основних компонентів:
- Функції та структура тіла (В — англ. Body)
- Діяльність (А — англ. Activity, пов'язана із завданнями та діями індивіда) та участь (Р- англ. participation — залученість у життєву ситуацію)
- Додаткова інформація щодо тяжкості та факторів зовнішнього середовища.

Функціонування та обмеження життєдіяльності розглядаються як комплексна взаємодія між станом здоров'я індивідуума та контекстними факторами навколишнього середовища, так і персональними факторами. Ця комбінація факторів та вимірів утворює «особу у її власному світі». МКФ розглядає ці виміри більше як динамічні, аніж лінійні чи статичні. Вона дозволяє визначати ступінь обмеження життєдіяльності, проте це не інструмент для вимірювання. Вона застосовується для всіх людей, незалежно від їхнього стану здоров'я. Мова МКФ є нейтральною щодо етіології, зосереджуючи акцент на функції, а не на стані чи захворюванні. Вона також ретельно розроблена для того, щоб бути відповідною у різних культурах, а також у вікових групах та статі, що робить її придатною для гетерогенного населення.

## Переваги
Існують значні переваги використання МКФ для пацієнтів, так і лікарів. Головною користю для пацієнтів є інтеграція фізичних, ментальних та соціальних аспектів стану їх здоров'я. Замість того, щоб зосередити увагу на діагнозі особи, у МКФ включені усі аспекти її життя(розвиток, участь та середовище). Діагноз мало що може сказати про функціональні можливості людини. Діагнози важливі для визначення причини та прогнозу. Проте для планування та реалізації втручань частіше використовується інформація про обмеження функцій. Після того, як реабілітаційна команда усвідомить повсякденну діяльність, у якій клієнт зобов'язаний брати участь, може бути використана послідовність вирішення проблеми на основі МКФ. Наприклад, спочатку аналізують щоденну діяльність та визначають функціональні можливості пацієнта. Ця інформація потім використовується для визначення на скільки можна покращити можливості пацієнта терапією та на скільки можна змінити середовище для покращення продуктивність пацієнта.
МКФ допоможе працівникам реабілітаційної сфери не лише в поточній роботі з пацієнтами, але й для співпраці з іншими медичними спеціальностями, адміністраторами охорони здоров'я, людьми, що відповідають за політику в галузі охорони здоров'я.. Усі елементи оперативно визначені з чітким описом, які з чіткістю та легкістю можуть бути застосовані до оцінок реального життя. Мова МКФ сприяє кращій співпраці між вказаними групами людей.

## Клінічна актуальність
Розуміння того, як захворювання впливає на функціонування людини, дає змогу краще планувати послуги, лікування та реабілітацію осіб з інвалідністю або хронічними захворюваннями. МКФ створює більш інтегроване розуміння здоров'я, що формує вичерпний профіль індивіда, а не фокусується на хворобі чи інвалідності. Використання МКФ передбачає акцент на сильних сторонах окремих осіб, надання допомоги індивідам задля ефективнішої інтергації в суспільне життя за допомогою втручань, спрямованих на підвищення їх можливостей, та врахування факторів середовища та їх індивідуальних факторів, які можуть заважати їх участі. Кваліфікатори: кваліфікатори ICF «можуть бути краще перекладені клінічно, оскільки рівень функціонування спостерігається в стандартизованому або клінічному середовищі та в повсякденному середовищі». Кваліфікатори підтримують стандартизацію та розуміння функціонування в міждисциплінарній оцінці. Вони дозволяють усім членам команди кількісно оцінити масштаб проблем, навіть у тих сферах функціонування, де певний з них не є фахівцем. Без кваліфікаторів коди не мають внутрішнього значення. Погіршення або обмеження кваліфікується з 0 (немає проблеми; 0-4 %), 1 (помірна проблема: 5-24 %), 2 (середня проблема: 25-49 %), 3 (Тяжка проблема: 50-95 %) до 4 (Повна проблема: 96-100 %). Фактори навколишнього середовища визначаються кількісно у вигляді від'ємних чи додатних величин, що вказує на ступінь впливу навколишнього середовища як бар'єр або сприятливий фактор. Кваліфікатори можуть описати і ефективність лікування. Можна інтерпретувати зменшення оцінки кваліфікатора як збільшення функціональних можливостей пацієнта.

## Базові набори
Базові набори МКФ (англ. ICF Core Sets) можуть слугувати опорною схемою та практичним інструментом для ефективної класифікації та опису функціонування пацієнта. Ці набори можуть використовуватися в контексті безперервного догляду та в процесі оцінки зміни стану здоров'я. Класифікація ICF включає понад 1400 категорій, які обмежують її використання в клінічній практиці. Клініцисту потрібно витрачати багато часу на використання основного обсягу МКФ з його пацієнтами. Необхідна лише частина категорій. Як правило, 20 % кодів можуть пояснити 80 % відмінностей, що спостерігаються на практиці. Базові набори МКФ містять якнайменше категорій, проте стільки, скільки необхідно для опису рівня функціонування пацієнта. Передбачається, що використання базових наборів МКФ підвищить міжоцінкову надійність при кодуванні клінічних випадків, адже використовуватимуться лише відповідні категорії для конкретного пацієнта. Оскільки всі відповідні категорії перелічені в Основному наборі МКФ, його використання в міждисциплінарних оцінках запобігає медичних працівників від можливості пропустити важливі аспекти функціонування.

## В Україні
27 грудня 2017 уряд розпорядження Кабінету Міністрів України від 27 грудня 2017 року № 1008-р затвердив план заходів із впровадження в Україні Міжнародної класифікації функціонування, обмежень життєдіяльності та здоров'я та Міжнародної класифікації функціонування, обмежень життєдіяльності та здоров'я дітей і підлітків.
Згідно з розпорядженням вродовж 2018 — 2019 років центральні органи виконавчої влади мають вжити відповідних заходів для впровадження МКФ та МКФ-ДП.

### Міністерство охорони здоров'я
МОЗ України 23 березня 2018 року наказом № 552 затвердило план заходів Міністерства охорони здоров'я України з виконання плану заходів із впровадження в Україні Міжнародної класифікації функціонування, обмежень життєдіяльності та здоров'я та Міжнародної класифікації функціонування, обмежень життєдіяльності та здоров'я дітей і підлітків.
Відповідно до цього наказу:
- за участю Українського інституту стратегічних досліджень МОЗ України за I квартал 2018 року має бути перекладено міжнародні класифікації з англійської на українську мову і проведено процедуру культуральної та мовної адаптації тексту, затверджено переклад згідно з вимогами ВООЗ;
- Дніпропетровською медичною академією, Українським інститутом стратегічних досліджень МОЗ України, Українським НДІ медико-соціальних проблем інвалідності, Вінницьким національним медичним університетом до IV кварталу 2018 року повинно бути розроблено чіткі критерії встановлення інвалідності на основі принципів міжнародних класифікацій[17].

### Ukraine Facility
В межах Ukraine Facility за напрямком «Людський капітал» передбачена реформа 3. «Удосконалення системи реабілітації осіб з інвалідністю» передбачає зокрема набрання чинності Закону України "Про внесення змін до Закону України «Про реабілітацію осіб з інвалідністю в Україні», який зокрма має зосереджуватись на напрямку застосування МКФ. Реалізація цієї реформи запланована до 4 кварталу 2026 року.